# توکوپیا
توکوپیا (به اسپانیایی: Tocopilla) یک سکونتگاه مسکونی در شیلی است که در Tocopilla Province واقع شده‌است.

## خصوصیات
توکوپیا ۴٬۰۳۸٫۸ کیلومترمربع مساحت و ۲۴٬۲۴۷ نفر جمعیت دارد و ۱۵۴ متر بالاتر از سطح دریا واقع شده‌است.